# У плаветнилу
У плаветнилу (енгл. Into the Blue) је амерички акциони трилер филм из 2005. у којем глуме Пол Вокер и Џесика Алба са Скотом Кааном, Ешли Скот, Џошом Бролином и Џејмсом Фрејном у споредним улогама. Филм је режирао Џон Стоквел.

## Опис филма
Хидроавион који лети у олујној ноћи се поквари и сруши се у море код обале Бахама.
Џаред и Сем живе рустичним животом у приколици, поред плаже на Бахамима. Сем ради као водич у локалном воденом тематском парку, док Џаред ради неколико чудних послова у пољу своје страсти, роњења. Његов прави сан је да пронађе један од многих трговачких и гусарских бродова пуних благом изгубљених у водама око Бахама. Дерек Бејтс има сличне снове и бољи брод, али Џеред одбија поновљене понуде да ради за њега.
Џаредов пријатељ из детињства, Брајс, и његова девојка Аманда долазе у посету. Брајс, адвокат из Њујорка, добио је на коришћење луксузну кућу за одмор од клијента којег је бранио. Док рони, Џаред проналази артефакте на морском дну за које се чини да потичу из олупине брода. Њих четворица истражују и проналазе још неколико делова за које се испоставило да су остаци легендарног француског гусарског брода Зефир. Такође откривају срушени авион и његов терет кокаина — Брајс и Аманда желе да га поврате, али Џаред одбија, расипајући циглу коју су извукли у океан.
Будући да им је потребан новац за опрему да спасу благо, Брајс и Аманда скачу у авион, а затим покушавају да продају неколико цигли пронађеног кокаина власнику локалног ноћног клуба Примо Испоставља се да је Примо сарадник нарко-боса Рејеса, коме је кокаин пре свега припадао.
Рејес прети Џареду, Брајсу и Аманди, који захтева да покупе његов кокаин или ће се суочити са смртоносним последицама. Када трио обавести Сама, она грди Џареда што је прекршио његове принципе помажући нарко-босу. Он покушава да објасни ситуацију, али она га оставља рекавши да су 'они' готови. Након што падне ноћ, Џаред, Брајс и Аманда роне на олупину авиона да спасу кокаин и још артефаката. Док премештају пакете кокаина из авиона у свој чамац, Аманду напада тиграста ајкула и угризе је за ногу. Они напуштају кокаин на месту роњења да би је одвезли у болницу, где је умрла. Чувши за трагедију, Сем се поново састаје са Џаредом, тугујући због губитка Аманде.
Сем инсистира да оде у полицију и одлази у кућу једног од њених и Џаредових блиских пријатеља, локалног полицајца по имену Рој. Рој је предаје Дереку Бејтсу, знајући да је он Рејесов партнер у послу кокаина. Примо је ухватио Џареда и одвео га на Рејесов брод, где су открили да је Бејтс убио Рејеса и целу његову посаду, на крају убио и Прима и Роја. Џаред успева да побегне након што сазна да је Бејтс убио Рејес и сазнаје за Семино хапшење када он и Брајс покушавају да је контактирају.
Џаред и Брајс су тада кренули да спасу Сем са Бејтсовог брода, који се сада приближава авиону са кокаином. Сем су везане лисице и зачепљен је лепљивом траком док је и Џаред везан. Док се приближавају кокаинском авиону, Џаред зарања у воду и бежи из својих окова, надајући се да ће намамити и Бејтса и његове људе у воду. Уз помоћ Брајса који је успео да се сакрије у авиону, Џаред успева да убије Бејтсове рониоце у авиону уз ненамерну помоћ ајкула, док њихов пријатељ Дени помаже Сему да пошаље мушкарце на Бејтсов брод након што она успе да побегне из својих окова. Испод су Џаред и Бејтс једини који су остали. Након што је Брајса одвео на сигурно, Џаред се суочава са Бејтсом у авиону, на крају користећи резервоар за ваздух као пројектил тако што ће ударити вентил. Бејтс је избегао, али је ударио у резервоар за гориво на задњем делу авиона, узрокујући велику експлозију, убивши Бејтса. Сем скаче у воду и спасава Џареда који успева да побегне.
Шест недеља касније, трио спашава Зефир на Џаредовом новом броду. Приликом покушаја да се стари топ извуче на површину, конопац се ломи и топ тоне назад разбијајући део брода. Џаред је спреман да назове ово вече знајући да му је Сем важнији од блага, али Брајс који није вољан да одустане поново зарони и виче да је пронашао злато, на велико узбуђење његових пријатеља.

## Глумци
- Пол Вокер као Џаред
- Џесика Алба као Сем
- Скот Кан као Брајс
- Ешли Скот као Аманда
- Џош Бролин као Бејтс
- Џејмс Фрејн као Рејес

## Продукција

### Снимање
Посебни садржаји на ДВД-у бележе колико је део филма снимљен у живој акцији у мору код Бахама, са живим дивљим ајкулама. На њему су приказане филмске екипе које носе вериге као заштиту, док глумци наступају у води незаштићени. Снимање је омогућено развојем ајкула-туризма на Бахамима. Ајкуле су навикле да се хране ручно и углавном неће нападати људе, али као резултат тога зграбиће сваки предмет који "удари" у воду као потенцијалну храну. У раној сцени, Пол Вокер мора да зграби две пераје и ронилачку маску коју му је бацила Џесика Алба. Током снимања, пропустио је маску. Никада више није виђен након што је ударио у воду, а ДВД сугерише да га је узела ајкула.
У интервјуу са Шоном Евансом 1. октобра 2020., Џесика Алба је објаснила како је продукција ухватила тиграсту ајкулу, коју су потом ставили у кавез. Режисер Џон Стоквел је желео да она и још један глумац буду у води са тигровом ајкулом. Алба је одбила да уђе у воду, наводећи забринутост због пливања са дивљом тигровом ајкулом.
Током снимања, глумци и екипа били су позвани на журке у резиденцију модног директора Петера Нигарда на Бахамима. Алба је на турнеји за новинаре рекла да су журке биле "грозне" и да су се девојке од око 14 година скидале голе у ђакузију.   Нигард је тужио фински лист Iltalehti, који је извештавао о изјавама глумаца и екипе током четири месеца снимања. Стоквел је рекао да је кућа постала локација за журке продукције, али да су се „чудне ствари десиле” када су локалне жене стигле. Алба је рекла да су журке викендом почињале спортом и масажама, али би младе жене које иду на журке у недељу имале секс у ђакузију пред свима. Алба је напустила локацију јер није могла да поднесе да буде тамо. Скот би раније долазио на журке и одлазио када би локалне жене стигле. Вокер је рекао да су журке биле чудне, али је упоредио локацију са Дизнилендом и рекао да је тамо провео доста времена.  Нигард је ухапшен 2020. године под оптужбом за сексуалну трговину, укључујући малолетнике.

## Издавање

### Благајна
У плаветнилу је био промашај на благајни. Произведен са буџетом од 50 милиона долара, филм је зарадио само 18,8 милиона долара у Северној Америци и 26,3 милиона долара на међународном нивоу за укупно 46,1 милиона долара широм света. 

### Критика
Rotten Tomatoes га наводи са "трулим" рејтингом од 21% на основу 125 рецензија. Консензус сајта је: „Чак и бескрајни снимци бронзаних девојака са плаже и наглађених типова не могу спречити да се завера овог мокрог ронилачког филма не утопи“.  Metacritic наводи оцену 45 од 100 на основу 28 рецензија, што указује на „мешовите или просечне критике“. 
Роџер Иберт и Ричард Ропер су имали подељена мишљења; у својој колумни, Иберт је похвалио филм као „написан, одглумљен и режиран као прича, а не као вежба безумне кинетичке енергије“, док је Ропер рекао: „Мислим да нема ништа лоше у авантури бекства, али ако колутате очима у неверици пред заплетом и дијалогом, отежава уживање у пејзажу“.  

### Награде
Џесика Алба је добила номинацију за најгору глумицу на 26. додели Златних малина за улогу Сем у филму (као и за улогу у Фантастичној четворци), али је 'изгубила' од Џени Макарти за Прљава љубав.